# Rue du Général-Blaise
La rue du Général-Blaise est une voie du 11e arrondissement de Paris, en France.

## Situation et accès
La rue du Général-Blaise est une voie publique située dans le 11e arrondissement de Paris. Elle débute au 7, rue Rochebrune et se termine au 20, rue Lacharrière.

## Origine du nom
Elle porte le nom du général de brigade Nicolas Jean Henri Blaise, général de brigade, tué à Ville-Évrard le 22 décembre 1870. 

## Historique
La rue est ouverte sous le nom de « rue Blaise » par un décret du 10 février 1875 à l'emplacement des anciens abattoirs de Ménilmontant, qui avaient été détruits en 1867.
Un arrêté du 10 mars 1896 lui donne sa dénomination actuelle.